# Tirzusz
A Tirzusz egy görög név latin Thyrsus formájából ered. A görög mitológiában Dionüszosz isten és bacchánsnői jelvényének, egy szőlőlevelekkel és repkénnyel körülfont, tobozban végződő botnak a neve.

## Gyakorisága
Az 1990-es években szórványos név, a 2000-es években nem szerepel a 100 leggyakoribb férfinév között.

## Névnapok
- október 12.[2]